# クラリティスカイ
クラリティスカイ（Clarity Sky）は、日本の競走馬。2015年のNHKマイルカップに優勝した。

## 出自
クラリティスカイは2012年に北海道新冠町にあるパカパカファームで生まれたサラブレッドである。
1996年にアメリカ合衆国生まれの外国産馬のタイキフォーチュンが、創設初年度のNHKマイルカップを勝った。この競走は、中央競馬では初めて、最初から外国産の3歳馬が春に出走できるGI競走として創設されたものだったが、実際にその初年度からタイキフォーチュンが優勝したことで、タイキフォーチュンの父、母、姉妹が続々と日本に輸入されることになった。クラリティスカイの祖母タイキダイヤもそうやって日本へ輸入された牝馬で、タイキフォーチュンの半妹にあたる。タイキダイヤはアメリカ生まれの外国産馬として1999年にクリスタルカップを勝った。さらに、半弟のタイキリオンも日本に輸入され、2002年にニュージーランドトロフィーに勝っており、3歳春の短距離戦で実績を残してきた母系である。
いずれもアメリカ産の外国産馬という扱いだが、生産者は日本の大樹ファームがアメリカで開設した現地法人のタイキファーム (Taiki Farm)である。
父はクロフネである。

## 戦績
2014年に、新設重賞のいちょうステークスをレコード勝ちしたあと、阪神競馬場の朝日杯フューチュリティステークスに出走して3着になった。翌年、皐月賞では人気がなかったが、途中から先頭を奪って逃げ、5着になった。日本ダービーは相手関係から無理とあきらめ、NHKマイルカップに出走した。
この競走ではこれといった本命馬がおらず、1番人気（4.3倍）から5番人気（7.2倍）までが差がなく並ぶ倍率になった。クラリティスカイは先行集団の内側に入り、直線でも容易に進路が開いて抜け出し、1馬身差をつけて優勝した。騎手の横山典弘はゴール後のコメントで「道中、かかってしまってしんどかったけど、最後はよく頑張ってくれた」と述べた。皐月賞出走馬がNHKマイルカップを制するのは20回目の開催にして初めてのことだった。父のクロフネは2001年にこの競走を勝っており父子制覇となったほか、前述のとおり母系もこの競走に縁があるファミリーで、「血統のつながりを感じさせる結果」となった。
その後は勝利を挙げることなく、2018年8月25日のBSN賞10着を最後に現役を引退。引退後は馬事公苑にて乗馬となることが発表された。
現在、高知県土佐清水市にあるあしずりダディー牧場にて功労馬として繋養されている。2022年から引退名馬繋養展示事業の対象馬となっている。

## 競走成績
以下の内容は、JBISサーチ およびnetkeiba.com に基づく。
| 競走日     | 競馬場 | 競走名        | 格   | 距離（馬場）  | 頭 数 | 枠 番 | 馬 番 | オッズ （人気） | 着順 | タイム （上り3F） | 着差 | 騎手        | 斤量 [kg] | 1着馬（2着馬）         | 馬体重 [kg] |
| ---------- | ------ | ------------- | ---- | ------------- | ----- | ----- | ----- | --------------- | ---- | ----------------- | ---- | ----------- | --------- | ---------------------- | ----------- |
| 2014.07.05 | 中京   | 2歳新馬       |      | 芝1400m（稍） | 15    | 2     | 3     | 012.40（4人）   | 04着 | R1:23.6（36.1）   | -0.6 | 0川須栄彦   | 54        | ドルメロ               | 480         |
| 0000.07.13 | 中京   | 2歳未勝利     |      | 芝1600m（良） | 11    | 7     | 9     | 003.50（3人）   | 02着 | R1:38.9（35.0）   | -0.2 | 0戸崎圭太   | 54        | カシノハリウッド       | 478         |
| 0000.09.27 | 阪神   | 2歳未勝利     |      | 芝1800m（良） | 18    | 7     | 15    | 004.10（2人）   | 01着 | R1:46.8（34.0）   | -0.3 | 0岩田康誠   | 54        | （トーセンビクトリー） | 480         |
| 0000.10.11 | 東京   | いちょうS     | 重賞 | 芝1600m（良） | 12    | 5     | 6     | 008.10（4人）   | 01着 | R1:33.5（34.0）   | -0.3 | 0横山典弘   | 55        | （ネオルミエール）     | 472         |
| 0000.12.21 | 阪神   | 朝日杯FS      | GI   | 芝1600m（稍） | 18    | 7     | 14    | 005.30（3人）   | 03着 | R1:36.1（35.9）   | -0.2 | 0岩田康誠   | 55        | ダノンプラチナ         | 484         |
| 2015.03.08 | 中山   | 弥生賞        | GII  | 芝2000m（稍） | 11    | 7     | 9     | 009.60（5人）   | 06着 | R2:02.6（36.8）   | -0.8 | 0横山典弘   | 56        | サトノクラウン         | 480         |
| 0000.04.19 | 中山   | 皐月賞        | GI   | 芝2000m（良） | 15    | 8     | 14    | 052.1（10人）   | 05着 | R1:58.9（35.4）   | -0.7 | 0横山典弘   | 57        | ドゥラメンテ           | 482         |
| 0000.05.10 | 東京   | NHKマイルC    | GI   | 芝1600m（良） | 18    | 4     | 7     | 006.40（3人）   | 01着 | R1:33.5（33.9）   | -0.2 | 0横山典弘   | 57        | （アルビアーノ）       | 478         |
| 0000.10.24 | 東京   | 富士S         | GIII | 芝1600m（良） | 16    | 3     | 6     | 012.90（6人）   | 15着 | R1:33.7（34.5）   | -1.0 | 0横山典弘   | 57        | ダノンプラチナ         | 486         |
| 0000.11.22 | 京都   | マイルCS      | GI   | 芝1600m（良） | 18    | 8     | 18    | 083.5（14人）   | 12着 | R1:33.6（34.5）   | -0.8 | 0横山典弘   | 56        | モーリス               | 490         |
| 2016.05.14 | 東京   | 京王杯SC      | GII  | 芝1400m（良） | 16    | 4     | 8     | 043.3（10人）   | 13着 | R1:20.7（34.2）   | -1.1 | 0三浦皇成   | 57        | サトノアラジン         | 496         |
| 0000.07.10 | 中京   | プロキオンS   | GIII | ダ1400m（稍） | 15    | 3     | 5     | 010.00（4人）   | 13着 | R1:23.8（37.8）   | -1.7 | 0C.ルメール | 58        | ノボバカラ             | 486         |
| 0000.08.14 | 新潟   | 関屋記念      | GIII | 芝1600m（良） | 18    | 1     | 2     | 026.20（8人）   | 08着 | R1:32.3（33.2）   | -0.5 | 0田辺裕信   | 56        | ヤングマンパワー       | 496         |
| 0000.09.11 | 中山   | 京成杯AH      | GIII | 芝1600m（良） | 15    | 3     | 6     | 016.70（9人）   | 04着 | R1:33.5（34.9）   | -0.5 | 0田辺裕信   | 57.5      | ロードクエスト         | 496         |
| 0000.10.16 | 東京   | アイルランドT | OP   | 芝2000m（良） | 14    | 1     | 1     | 007.50（4人）   | 03着 | R2:00.4（35.6）   | -0.9 | 0田辺裕信   | 57        | ハギノハイブリッド     | 508         |
| 0000.12.18 | 中山   | ディセンバーS | OP   | 芝2000m（良） | 14    | 6     | 10    | 008.00（4人）   | 05着 | R2:01.2（35.7）   | -0.3 | 0田辺裕信   | 57        | ツクバアズマオー       | 504         |
| 2017.01.05 | 中山   | 中山金杯      | GIII | 芝2000m（良） | 13    | 2     | 2     | 010.90（6人）   | 02着 | R2:00.7（36.6）   | -0.1 | 0田辺裕信   | 57.5      | ツクバアズマオー       | 503         |
| 0000.01.22 | 中山   | AJCC          | GII  | 芝2200m（良） | 17    | 1     | 2     | 019.80（8人）   | 10着 | R2:13.7（37.5）   | -1.8 | 0柴田善臣   | 57        | タンタアレグリア       | 500         |
| 0000.02.19 | 小倉   | 小倉大賞典    | GIII | 芝1800m（良） | 16    | 6     | 11    | 009.70（5人）   | 03着 | R1:46.2（36.3）   | -0.4 | 0田辺裕信   | 57.5      | マルターズアポジー     | 504         |
| 0000.05.20 | 東京   | メイS         | OP   | 芝1800m（良） | 11    | 8     | 10    | 011.10（5人）   | 03着 | R1:46.3（33.8）   | -0.3 | 0田辺裕信   | 57.5      | タイセイサミット       | 496         |
| 0000.06.11 | 東京   | エプソムC     | GIII | 芝1800m（良） | 18    | 5     | 9     | 008.80（4人）   | 15着 | R1:47.2（34.9）   | -1.3 | 0田辺裕信   | 56        | ダッシングブレイズ     | 496         |
| 0000.08.13 | 新潟   | 関屋記念      | GIII | 芝1600m（良） | 16    | 5     | 9     | 036.4（12人）   | 16着 | R1:33.7（34.2）   | -1.5 | 0横山典弘   | 56        | マルターズアポジー     | 500         |
| 0000.10.15 | 東京   | オクトーバーS | OP   | 芝2000m（重） | 12    | 7     | 9     | 028.90（8人）   | 11着 | R2:02.6（36.8）   | -1.7 | 0柴山雄一   | 58        | マウントロブソン       | 496         |
| 2018.01.07 | 中山   | ポルックスS   | OP   | ダ1800m（良） | 16    | 2     | 4     | 031.9（10人）   | 14着 | R1:54.7（40.7）   | -2.3 | 0田辺裕信   | 58        | アルタイル             | 510         |
| 0000.02.18 | 小倉   | 小倉大賞典    | GIII | 芝1800m（良） | 16    | 6     | 12    | 083.4（14人）   | 12着 | R1:47.2（35.2）   | -1.1 | 0木幡巧也   | 57        | トリオンフ             | 500         |
| 0000.03.31 | 中山   | ダービー卿CT  | GIII | 芝1600m（良） | 16    | 8     | 16    | 407.2（16人）   | 13着 | R1:33.6（36.0）   | -1.4 | 0木幡巧也   | 57        | ヒーズインラブ         | 494         |
| 0000.08.25 | 新潟   | BSN賞         | OP   | ダ1800m（良） | 12    | 7     | 10    | 157.2（12人）   | 10着 | R1:54.5（38.9）   | -2.7 | 0木幡巧也   | 56        | サルサディオーネ       | 494         |

- タイム欄のRはレコード勝ちを示す。

## 血統表
| クラリティスカイの血統        | クラリティスカイの血統                            | クラリティスカイの血統 | （血統表の出典）       | （血統表の出典） |
| 父系                          | ヴァイスリージェント系                            | ヴァイスリージェント系 | ヴァイスリージェント系 | [ § 2 ]          |
| 父 *クロフネ 1998 芦毛        | 父の父*フレンチデピュティ French Deputy 1992 栗毛 | Deputy Minister        | Vice Regent            | Vice Regent      |
| 父 *クロフネ 1998 芦毛        | 父の父*フレンチデピュティ French Deputy 1992 栗毛 | Deputy Minister        | Mint Copy              |                  |
| 父 *クロフネ 1998 芦毛        | 父の父*フレンチデピュティ French Deputy 1992 栗毛 | Mitterand              | Hold Your Peace        | Hold Your Peace  |
| 父 *クロフネ 1998 芦毛        | 父の父*フレンチデピュティ French Deputy 1992 栗毛 | Mitterand              | Laredo Lass            |                  |
| 父 *クロフネ 1998 芦毛        | 父の母*ブルーアヴェニュー Blue Avenue 1990 芦毛   | Classic Go Go          | Pago Pago              | Pago Pago        |
| 父 *クロフネ 1998 芦毛        | 父の母*ブルーアヴェニュー Blue Avenue 1990 芦毛   | Classic Go Go          | Classic Perfection     |                  |
| 父 *クロフネ 1998 芦毛        | 父の母*ブルーアヴェニュー Blue Avenue 1990 芦毛   | Eliza Blue             | Icecapade              | Icecapade        |
| 父 *クロフネ 1998 芦毛        | 父の母*ブルーアヴェニュー Blue Avenue 1990 芦毛   | Eliza Blue             | *コレラ                |                  |
| 母 タイキクラリティ 2003 鹿毛 | 母の父スペシャルウィーク 1995 黒鹿毛              | *サンデーサイレンス    | Halo                   | Halo             |
| 母 タイキクラリティ 2003 鹿毛 | 母の父スペシャルウィーク 1995 黒鹿毛              | *サンデーサイレンス    | Wishing Well           |                  |
| 母 タイキクラリティ 2003 鹿毛 | 母の父スペシャルウィーク 1995 黒鹿毛              | キャンペンガール       | マルゼンスキー         | マルゼンスキー   |
| 母 タイキクラリティ 2003 鹿毛 | 母の父スペシャルウィーク 1995 黒鹿毛              | キャンペンガール       | レディーシラオキ       |                  |
| 母 タイキクラリティ 2003 鹿毛 | 母の母タイキダイヤ 1996 鹿毛                      | オジジアン             | Damascus               | Damascus         |
| 母 タイキクラリティ 2003 鹿毛 | 母の母タイキダイヤ 1996 鹿毛                      | オジジアン             | Gonfalon               |                  |
| 母 タイキクラリティ 2003 鹿毛 | 母の母タイキダイヤ 1996 鹿毛                      | *パテントリークリア    | Miswaki                | Miswaki          |
| 母 タイキクラリティ 2003 鹿毛 | 母の母タイキダイヤ 1996 鹿毛                      | *パテントリークリア    | Badge of Courage       |                  |
| 母系(F-No.)                   | 2号族(FN:2-f)                                     | 2号族(FN:2-f)          | 2号族(FN:2-f)          | [ § 3 ]          |
| 出典                          | 1. 2. 3.                                          | 1. 2. 3.               | 1. 2. 3.               | 1. 2. 3.         |

- 主な近親にタイキフォーチュン、セイウンコウセイ、モジアナフレイバーなど。詳細はタムレット#主なファミリーラインを参照。

## 評価
2014年（2歳時）は、111ポイントのレーティングを与えられ、この世代の2歳馬の中では4番手の評価が与えられた。